# پرچم استونی
پرچم استونی، پرچمی است ۳ رنگ که از ۳ نوار افقی هم عرض به رنگ‌های آبی (بالا)، سیاه (وسط) و سفید (پایین) تشکیل شده است. ابعاد معمول این پرچم ۱۰۵ در ۱۶۵ سانتی‌متر یا ۴۱ در ۶۵ اینچ می‌باشد. در زبان محاوره، مردم استونی به پرچمشان (sinimustvalge) به معنای آبی-سیاه-سفید می‌گویند.
پرچم ملی استونی برای اولین بار در ۲۱ نوامبر ۱۹۱۸ بعد از استقلال استونی به رسمیت شناخته شد و تا سال ۱۹۴۰ میلادی که استونی توسط شوروی و آلمان نازی اشغال شد مورد استفاده قرار می‌گرفت. بعد از جنگ دوم جهانی یعنی از سال‌های ۱۹۴۴ تا ۱۹۹۰، پرچم استونی نیز همانند پرچم سایر جمهوری‌های شوروی دارای رنگ زمینه قرمز و علامت داس و چکش شد.
پرچم استونی به‌عنوان پرچم غیرنظامی و پرچم استان و نشان غیرنظامی شناخته می‌شود و همچنین دارای تناسب ۷:۱۱ می‌باشد.

## معنی رنگ‌ها
رنگ آبی نشان دهنده آسمان بالای سرزمین مادری استونیایی‌ها، سیاه دلبستگی به خاک وطن و همچنین سرنوشت مردم استونی طی قرن‌ها سیاهی و مشکلات و سفید برای پاکی، سخت کوشی و تعهد است.